# The Wings (Peabody)
The Wings – jednoaktówka amerykańskiej poetki i dramatopisarki Josephine Preston Peabody, opublikowana w 1917 przez oficynę Samuela Frencha. Akcja dramatu rozgrywa się we wczesnym średniowieczu, w epoce anglosaksońskiej, około roku 700 w Northumbria. Bohaterami są Cerdic, król Aelfric, Brun i Edburga. Jak podano w pierwszym wydaniu, sztuka została wystawiona w Toy Theatre w Bostonie 15 stycznia 1912. W 1927 została włączona do zbiorowej edycji dzieł dramatycznych autorki.